# Jü-jao
Jü-jao (čínsky pchin-jinem Yúyáo, znaky zjednodušené 余姚, tradiční 餘姚) je městský okres ležící na severozápadě subprovinčního města Ning-po v severovýchodní části provincie Če-ťiang Čínské lidové republiky. Rozloha městského okresu je 1 527 km², roku 2017 měl 1 095 000 obyvatel.

## Historie
Osídlení okresu je velice staré, archeologicky je zde kolem roku 5000 př. n. l. doložená kultura Che-mu-tu neolitických pěstitelů rýže.
Počínaje chanským obdobím, je okres známý svými slavnými rodáky, k nimž patřili chanský Jen Kuang, Jü Fan období Tří říší, ťinský Jü Si, suejský/tchangský Jü Š’-nan, mingští Wang Jang-ming, Ču Šun-šuej a Chuang Cung-si.

## Hospodářství
Jü-jao je známé pěstováním rýže a lovem ryb. Jeho ekonomika vzkvétá od zahájení hospodářských reforem koncem 70. let, s rozvojem soukromých podniků. V roce 2007 dosáhl HDP okresu 34 miliard jüanů, přičemž roční míra růstu za posledních 20 let byla dvojciferná. Okres se zařadil mezi 20 nejvýznamnějších okresů z hlediska komplexní ekonomické síly, počítáno ze všech 2100 okresů v Číně. Mezi zdejší průmyslové výrobky patří především elektrické spotřebiče, plasty, stroje a textilie. Rychle se rozvíjejí vyspělá průmyslová odvětví, optika, elektronika, chemie. Hlavní produkty zemědělství, lesnictví a chovu zvířat jsou čaj, ovoce, bambus, bourec morušový, drůbež, dobytek a ryby.